# Juvenal Acosta
Juvenal Acosta Hernández más conocido como Juvenal Acosta (Ciudad de México, 1961) es un narrador, novelista, poeta y traductor mexicano radicado en Estados Unidos.

## Biografía
Nacido en la Ciudad de México, emigró a Estados Unidos a raíz del terremoto de 1985. Obtuvo un doctorado en literatura hispanoamericana por la Universidad de California en Davis.
Es autor de varias novelas, incluyendo una trilogía titulada Vidas menores la cual oscila entre la filosofía, la poesía y el erotismo. Entre sus publicaciones destacadas se encuentran: El cazador de tatuajes (2004), Terciopelo violento (2003), y La hora ciega (2017); la primera ha sido traducida y publicada en inglés y adaptada como guion cinematográfico.
Se desempeña como profesor de Literatura en el Colegio de Artes de California, en Oakland y San Francisco.
En 2016 publicó su novela Tenebroso (2016), en la que, al igual que en su trilogía Vidas menores, deja ver su gusto por autores como Ramón López Velarde y Juan García Ponce. Ha traducido al español poesía de Jack Spicer, Jack Kerouac, Charles Bukowski y Lawrence Ferlinghetti, entre otros.

### Premios y reconocimientos
Fue ganador del concurso estatal de poesía de Michoacán en 1984.

## Publicaciones seleccionadas

### Antologías
- Martínez Rentería, Carlos, ed. (1999). Érase una vez en el D. F. : crónicas, entrevistas y relatos urbanos de fin de milenio. México, D. F.: Gobierno del Distrito Federal. ISBN 9688162191.

### Novelas
- Acosta, Juvenal (2003). Terciopelo violento. México, D.F: Joaquín Mortiz (Narradores Contemporáneos). ISBN 9789682709159.
- Acosta Hernández, Juvenal (2004). El cazador de tatuajes: novela (1. edición). México, D.F: Mortiz. ISBN 9789682709487.
- Acosta Hernández, Juvenal (2016). Tenebroso: el último inmortal (Primeraición edición). Ciudad de México: Planeta. ISBN 9786070733925.
- Acosta, Juvenal (2017). La hora ciega. Ciudad de México: Tusquets (Andanzas). ISBN 9786074219074.